# Gaspard Deguerry
Gaspard Deguerry (Lione, 27 dicembre 1797 – Parigi, 24 maggio 1871) è stato un presbitero e predicatore francese.

## Biografia
Suo padre, Thomas, era un commerciante di legname e morì all'inizio del 1800 quando il piccolo Gaspard aveva appena due anni. Sua madre, Anne Desflèches, rimasta vedova all'età di 25 anni, allevò i suoi tre figli da sola. Deciso a intraprendere la vocazione sacerdotale, e supportato in questo dalle necessità della madre di avviare i figli al lavoro, il 19 marzo 1820 Gaspard venne ordinato sacerdote nella cattedrale di Lione. Nel 1827 divenne cappellano militare del 6º reggimento della guardia reale. Nel 1829 re Carlo X di Francia lo incaricò di tenere un sermone sul tema dell'Ultima Cena al Palazzo delle Tuileries, il che contribuì ad aumentare la sua fama come predicatore.
La Rivoluzione del 1830 abolì i cappellani militari e pertanto Deguerry divenne predicatore itinerante, predicando sia nella capitale francese che in provincia dove venne sempre più apprezzato dalla popolazione come dai rappresentanti del clero. Nominato ordinario della diocesi di Parigi, fu dapprima canonico e poi arciprete della cattedrale di Notre Dame dal 1844 per mano dell'arcivescovo Denis-Auguste Affre. L'anno successivo venne nominato parroco della chiesa di Saint-Eustache e amministrò gli ultimi riti a François-René de Chateaubriand il 4 luglio 1848. Dal 1849 fino alla sua morte fu parroco nella chiesa della Madeleine a Parigi, il tempio sacro ufficiale per i deputati al parlamento.
Nel 1861 venne proposto per la nomina a vescovo di Marsiglia, ma rinunciò a questa carica per rimanere al fianco dei suoi parrocchiani. Nel 1861 e nuovamente nel 1866 predicò la quaresima alle Tuileries, questa volta davanti all'imperatore Napoleone III.
Venne fucilato durante le vicende della Comune di Parigi nel carcere di La Roquette. Insieme a lui morirono contemporaneamente l'arcivescovo di Parigi Georges Darboy, il presidente Bonjean , l'abate Surat arcidiacono di Notre-Dame ed il giornalista Gustave Chaudey.